# 第7號交響曲 (蕭士塔高維奇)
C大调第七交响曲（又名列宁格勒交响曲），作品60，是俄国作曲家德米特里·肖斯塔科维奇的作品。创作于1941年第二次世界大战期间，并于同年12月27日完成。作曲家将乐曲题献给自己的出生和成长地——受德军所围困的列宁格勒。
樂曲於1942年3月5日在古比雪夫作首演。3月29日在莫斯科首演，而列宁格勒首演則遲至8月9日才舉行，原因是當時列宁格勒广播乐团只剩下15名乐手，其他樂手不是已死於戰爭中，就是被派往戰場，所以樂團管理階層只好在全市招募能演奏樂器的市民加入，才湊足樂手得以演奏。
在列宁格勒首演时，演出被通过扩音器向全城和德军广播，以展现市民的坚韧和反抗精神。作曲家在萨马拉对乐谱进行微缩拍摄，并将其通过德黑兰和开罗秘密运送到纽约。第七交响曲作为抵抗法西斯主义和极权主义的象征，很快在苏联和西方国家流行开来。1942年7月19日，阿图罗·托斯卡尼尼在纽约指挥了一场广播演出，而后《时代》杂志将肖斯塔科维奇作为封面人物。1945年后，这部作品的知名度有所下降，但它仍被视为在第二次世界大战中丧生的2700万苏联人民的重要音乐见证，并时常于列宁格勒公墓演奏，那里埋葬着列宁格勒围城战900天期间的50万死难者。
这是肖斯塔科维奇的十五首交响曲中演奏时间最长的一首。本曲亦获得1942年斯大林奖一等奖。

## 分析
全首交響曲共為成四個樂章，演奏時間大約為75分鐘，就他的規模和舖排來看，可以講這首作品受到其他撰寫大型交響作品的作曲家，如布魯克納、馬勒、史特拉汶斯基等所影響。

### 配器
| - 木管 - 長笛：3（第二長笛兼任短笛，第三長笛兼任中音長笛） - 雙簧管：2 - 英國管 - B♭調單簧管：2 - A調單簧管（兼任E♭調高音單簧管） - 低音單簧管 - 低音管：2 - 倍低音管 | - 銅管樂器 - 圓號：4 - 小號：3 - 長號：3 - 大號 - 附加銅管樂器 - 圓號：4 - 小號：3 - 長號：3 | - 定音鼓 - 敲擊樂器：大鼓、小鼓（最少1個，第一樂章要求3個）、鈸、鑼、三角鐵、鈴鼓、木琴 | - 豎琴：2 - 鋼琴 - 弦樂器 |

依照工具書《管弦樂作品手冊》指示，上述之配器可簡記為"*3 *3 =4 *3—8 6 6 1—tmp+4—2hp, pf—str"。

### 乐章
- 第一樂章：稍快板（Allegretto），4/4為主，約25—30分鐘

是全首交響曲中最長的一個樂章。採用了傳統的奏鳴曲式，但結構和篇幅均大幅地擴充。開頭由絃樂五部的齊奏彈奏第一旋律，營造戰爭前繁盛的列寧格勒。管樂隨後加入，氣氛略帶威風凜凜。然後是進入一段較長而寧靜的樂段，由長笛及絃樂低音所主導。孤獨而陰沉的音色，帶出後來不安的“入侵”發展部。
這段是由小鼓重覆奏出兩小節長的節奏所主導，在整個發展部中，小鼓的節奏從沒有停頓過（全個段落小鼓手共奏這節奏動機超過一百次），這個小鼓節奏代表了對列寧格勒步步進逼的德國軍隊。各樂器分別奏出一段長二十小節的重覆旋律樂段（另外两小節小鼓過場），並且加入不同的演奏手法，例如第一次只是長笛的獨奏；第二次則是長笛和單簧管的呼應；及後又有主調伴奏，銅管樂模仿空襲警號等等，重覆旋律樂段共有十二次，而最後一次重覆，銅管的最強奏中帶到再演部，樂隊重新演奏第一主題，但以小調奏出，及後又回覆至平靜的氣氛，然而小鼓聲遠遠地再度傳出，暗示列寧格勒已遭德軍所包圍。
- 第二樂章：中板（Moderato），4/4為主，中段為3/8為主，10—12分鐘

全交響曲演奏時間最短的樂章。典型的簡單三段體式。蕭士達高維契曾經將這個樂章標題為“記憶”，但正式出版時卻將標題刪去。作曲家以這個帶有諧躍曲風格的樂章作為一個間奏，先由絃樂奏出一個活潑但安靜的主題。在大提琴及低音提琴的節奏引領下，兩部小提琴奏出第一主題，並有如賦格的對答，帶領雙簧管獨奏在高音區重覆著主題旋律，英國管、巴松管、大提琴等亦先後加入，在小提琴的撥絃中，高音單簧管帶入急燥而帶尖銳的中段，其他管樂器及敲擊樂（木琴、鈴鼓）亦互相穿插加入，絃樂亦緊奏其後，樂隊進入全個樂章的高潮。小提琴及單簧管的齊奏漸漸將氣氛帶回安靜，並重新帶引回第一部份的旋律。不過很快就由低音單簧管在高音木管、絃樂撥絃和豎琴的襯托中奏出全新的主題，而伴奏所彈奏的節奏型，令人回想起第一樂章的重覆旋律樂段，不過風格則截然不同。接著小提琴重新再將呈現部的音樂動機帶回，並在大提琴的伴奏中徐徐結束。
- 第三樂章：慢板（Adagio）—最緩板（Largo ）—果斷的中速（Moderato risoluto），約18—20分鐘，3/4為主，直入（attacca）

作曲家最初把本樂章定名為“我國廣闊的天地”。開頭部份儘量維持較弱的聲量，先以高音單簧管為首的管樂長音前奏，引領兩部小提琴奏出一段具華彩風格的獨奏主題。作曲家指這段音樂代表了流經列寧格勒的涅瓦河及其海堤沿岸。接著由長笛、大提琴和小提琴在絃樂撥絃中奏出副題及相關的變奏。開頭的旋律動機再次出現，小提琴在符點節奏上逐漸地增強和加快，直接帶入速度為"果斷的中速"的中段。以低音絃樂和巴松管的四分音伴奏中，小提琴彈奏以增長版的符點「長短二音」節奏－－作曲家慣用的節奏型為主的新主題。及後再加上由圓號和中提琴首先帶出的切分音節奏，營造出各聲部間互相抗衡的混亂景象，後來再加入八分附點節奏後，四個聲部間的角力就更為顯著（尤其是小鼓及附加銅管樂隊加入後）。惟這個角力很快又被木管樂的長音所取締，速度回復最初，樂曲亦重新返回開首部份，但以近乎倒序的方法處理。在最後一段小提琴華彩樂段後，低音木管樂再次吹奏出長音和絃，並在撥絃、定音鼓滾奏和鑼聲中，直接進入下個樂章。
- 第四樂章：不太過份的快板（Allegro non troppo）—中速（Moderato），2/2及3/4為主，中段為3/4，末段為4/4及5/4交替，約18—20分鐘，定音鼓和低音提琴的長音中，小提琴奏出帶神秘感的旋律，間中被大提琴的附點節奏所打斷－這個符點節奏亦作為引申為下一個主題動機的過場。同時雙簧管、圓號和定音鼓奏出了連續的「三短一長」節奏型－－有如貝多芬在《第5號交響曲》中的「命運動機」；絃樂再接著先前大提琴的過場樂句加以發展，聲量漸漸增強，樂曲慢慢過度至進行曲模式，由小提琴和木管樂器所主導下，樂隊表現了有力的齊奏。小鼓及附加管樂團再次奏出「命運動機」帶動第一個高潮，亦是和第一樂章中的侵略者小鼓節奏作出強烈對比。然而，樂曲隨即轉慢，變成一首有如薩拉班德舞曲的輓歌，似乎是對這場圍困中的死者的一個悼念。第一樂章中的慢板旋律變奏重新被喚起來，及後木管樂器及銅管樂器依次加入，在保持緩慢且深沉的氣氛下，聲量慢慢的被調高和變得激昂。「命運動機」的變奏型在絃樂器上不斷重覆出現，當附加管樂團及敲擊樂器加入後，全國樂隊進入了最後的高潮，絃樂和木管繼續奏出包含「命運動機」、具節奏性的樂段，而銅管樂則吹出第一樂章最開頭的主題旋律，象徵列寧格勒的人民最後能戰勝敵人，重新回到以往引以為傲的光景，最後以定音鼓的兩小節獨奏段落中，以最強勁的音量結束。

## 概述
关于肖斯塔科维奇何时开始创作这部交响曲，存在着相互矛盾的说法。根据官方说法，他是由于德国入侵而开始创作的。但小提琴家罗斯蒂斯拉夫·杜宾斯基在回忆录中表示，肖斯塔科维奇在战争开始的一年前就已经完成了第一乐章。根据所罗门·沃尔科夫的《见证》中作曲家的陈述，肖斯塔科维奇在德国进攻之前就已经开始计划创作这部交响曲，并且在创作第一乐章的“入侵主题”时，他想到的是“人类的其他敌人”。他还在书中表示，在将这部交响曲献给列宁格勒时，他想到的不是被德国围困的列宁格勒，而是“被斯大林所破坏、 希特勒只是把它最后毁掉的列宁格勒。”

苏联音乐评论家列夫·列别丁斯基是作曲家多年的朋友，他在米哈伊尔·戈尔巴乔夫领导下的开放政策时代到来后证实，肖斯塔科维奇在希特勒入侵俄罗斯之前就构思了《第七交响曲》：
第一乐章中著名的主题最初被肖斯塔科维奇称为斯大林主题（作曲家的密友们都知道这一点）。在战争开始后，作曲家将其称为反希特勒主题。后来，肖斯塔科维奇将“德国”主题称为“邪恶主题”，这是绝对正确的，因为这个主题既反希特勒又反斯大林，尽管全球音乐界只关注了前者。
另一个重要证人是马克西姆·李特维诺夫的儿媳弗洛拉·利特维诺娃，前者在战前曾担任苏联外交部长，后来被斯大林解除职务。战争期间，利特维诺娃聆听了肖斯塔科维奇在住所中用钢琴演奏《第七交响曲》。 嘉宾们随后讨论了音乐：
然后肖斯塔科维奇若有所思地说：“当然——法西斯主义。但音乐，真正的音乐，从来都不是完全依附于某个主题的。国家社会主义并不是法西斯主义的唯一形式，这部音乐是关于任何形式的恐怖、奴役和精神束缚的。”后来，当肖斯塔科维奇熟悉了我并开始信任我时，他直接告诉我，第七交响曲（以及第五交响曲）不仅是关于法西斯主义的，也是关于我们的制度的，总之是关于任何形式的极权主义的。
肖斯塔科维奇坚称第一乐章的核心不是“入侵部分”（记者通常首先询问的部分），而是入侵部分之后的悲剧音乐，作曲家将其描述为“葬礼进行曲，或者更确切地说，安魂曲”。肖斯塔科维奇接着说：“安魂曲之后，是更为悲惨的一幕。我不知道如何形容那段音乐。也许是母亲的眼泪，甚至是悲伤到流不出眼泪的感觉。”
尽管评论家在许多文章和评论中使用了“入侵”一词，但肖斯塔科维奇从未用它来描述这一事件或主题。他说：“我并没有把自然主义地描绘军事行动（如飞机的轰鸣、坦克的撞击、炮火声）作为自己的目标。我并没有创作所谓的战斗音乐。我想表达的是严峻事件的背景。”

9月2日，也就是德国人开始轰炸列宁格勒的当天，肖斯塔科维奇开始创作第二乐章。他在前往防空洞的间隙高强度工作，并在两周内完成了第二乐章。9月17日，他的声音在列宁格勒广播电台播出：
|  | 一个小时前，我完成了一部大型交响乐作品的前两个乐章。如果我成功地完成了它，如果我能够完成第三和第四乐章，那么也许我就可以称它为我的第七交响曲了。我为什么要告诉你这些？这样，现在收听我节目的电台听众就会知道，我们城市的生活正在正常进行。 |

当天晚上，肖斯塔科维奇在家中向一些列宁格勒音乐家演奏了他迄今为止创作的作品。当他演奏完第一乐章后，现场出现了长时间的沉默。这时，防空警报响起，但没有人动，每个人都想再听一遍这首乐曲。肖斯塔科维奇提议稍事休息后继续演奏，以便他可以护送妻子和孩子前往防空洞。他回来后重新演奏了第一乐章，并为客人们演奏了第二乐章。客人们的反应鼓励他当晚开始创作第三乐章的广板。肖斯塔科维奇于9月29日在列宁格勒完成了这一乐章。随后，他和家人于1941年10月1日被疏散到莫斯科，10月22日，他们迁往古比雪夫（现萨马拉），肖斯塔科维奇最终在那里完成了交响曲。

## 首演
1942年3月5日，第七交响曲在古比雪夫举行了世界首演。由萨缪尔·萨摩苏德指挥的莫斯科大剧院管弦乐团进行了一场激动人心的演出，该演出在整个苏联广播，随后在西方国家广播。1942年3月29日，莫斯科大剧院管弦乐团和全联盟无线电管弦乐团的联合乐团在莫斯科工会大厦的圆柱厅举行了首演。
这部作品乐谱的微缩胶片被空运到德黑兰，并于1942年4月运往西方。交响曲于1942年6月22日在伦敦首次通过广播演出，由亨利·伍德爵士指挥的伦敦爱乐乐团演奏，并在皇家阿尔伯特音乐厅的逍遥音乐会上进行了现场首演。北美首演于 1942年7月19日在纽约举行，由阿图罗·托斯卡尼尼指挥的 NBC 交响乐团演出，并通过NBC无线电网络在全美广播。
在第七交响曲在列宁格勒的首演进行之前，还有许多准备工作要做。卡尔·埃利亚斯伯格指挥的列宁格勒广播乐团是仅存的交响乐团。乐团在战时勉强幸存下来，但没有继续演出，也停止了音乐广播。 当时，党的官员并不认为音乐是电台的优先事项，政治号召占据了大部分时间，即使如此，由于缺乏宣传者，广播仍会出现长达数小时的沉默。至于列宁格勒本身，这座被纳粹包围的城市已成为人间地狱，据目击者报告，死于寒冷和饥饿的人的尸体被抛弃在楼梯间的门口。“尸体被弃置在那里，就像过去抛弃新生儿一样。清洁工每天早上把它们像垃圾一样扫走。葬礼、坟墓和棺材早已被人们遗忘。这是无法控制的死亡洪流。整个家庭不复存在，整座公寓连同居住其中的集体家庭不复存在。房屋、街道和社区也不复存在。”
为了交响曲能够顺利演出，官方必须恢复音乐广播。当局迅速改变了态度，接下来需要重组乐团。列宁格勒广播乐团当时仅剩15名成员，其他人要么饿死，要么已经前往前线与敌人作战。组织者张贴了招募海报，呼吁所有列宁格勒的音乐家前往广播委员会报道，同时努力寻找那些无法前来的音乐家。“天哪，他们中的许多人是那样的瘦弱，”一名演出组织者回忆道，“当我们把他们从阴暗的公寓里找出来时，他们多么振奋。当看到他们拿出自己的演出服、小提琴、大提琴和长笛时，我们感动得热泪盈眶。排练在冰冷的录音棚下进行。”管弦乐团的成员还获得了额外的口粮。
在演奏肖斯塔科维奇的作品之前，埃利亚斯伯格先让演奏者们练习了标准曲目——贝多芬、柴可夫斯基、里姆斯基-科萨科夫——他们也将这些曲目进行了广播表演。由于当时这座城市仍被封锁，7月初，第七交响曲的乐谱连夜通过空运被送至列宁格勒。
音乐会于1942年8月9日举行。无论这个日期是否是经过有意选择的，希特勒都已在此前选定，将在这一天于阿斯托里亚酒店举行豪华宴会，以庆祝列宁格勒的陷落。演出进行时，扬声器将演出广播到整个城市，并作为一种心理战的手段广播给德国军队。列宁格勒前线的苏军指挥官戈沃罗夫将军下令提前轰炸德军炮兵阵地，以确保他们在交响乐演出期间保持安静。代号为“风暴”的特别行动正是为此目的而执行的。三千发大口径炮弹被投向敌军阵地。
这首交响曲直到战后才在德国首演。演出于1946年12月22日在柏林举行，由塞尔吉乌·切利比达凯指挥柏林爱乐乐团进行表演。

## 評價
由於這曲的首演時間，正值是德軍對列寧格勒進行猛烈的攻擊，因此開初不少音樂評論都認為，蕭士達高維契是藉這首交響曲去舒發他的愛國情懷，宣示對德國納粹政權和軍權主義令列寧格勒人民受苦的憤恨，因此首演後樂曲即備受好評，同年六月及七月，樂曲亦在倫敦和紐約作歐洲及美洲的首演。不過，當二次大戰結束後，西方社會、以至是蘇聯人民都普遍認為這首作品的政治宣傳意識太濃。再加上進入冷戰時期，因此這首交響曲的受歡迎程度大減，在往後的數十年，和其他被指同樣政治宣傳味道甚濃的第2、3、11、12號交響曲都鮮有演出的機會。
然而，隨著音樂學者對蕭士達高維契有更多的研究，他們開始意識到《第7號交響曲》背後的含意並非如此。當時夾在蘇共「意識形態」和創作自由夾隙中的蕭士達高維契，經歷過1936年因歌劇《穆森斯克郡的馬克白夫人》被斯大林猛烈批評，繼而第一次被蘇共公開譴責過，要藉風格保守的《第5號交響曲》向蘇共妥協才能翻身，《第7號交響曲》亦是源於這種妥協心態。另一方面，長時期受到當局的審查，他其實是借《列寧格勒交響曲》中的侵略主題，暗指當時斯大林所推行的暴政和極權主義統治模式，才是列寧格勒人民所恐懼的。

## 衍生作品
巴托克在1942年所創作的《樂隊協奏曲》，當中第四樂章中段由第一單簧管所吹奏的主題，便是取材自交響曲第一樂章中段「入侵」旋律後半部份。